# Pseudarchaster jordani
Pseudarchaster jordani är en sjöstjärneart som beskrevs av Fisher 1906. Pseudarchaster jordani ingår i släktet Pseudarchaster och familjen Pseudarchasteridae.
Artens utbredningsområde är havet kring Nya Zeeland. Inga underarter finns listade i Catalogue of Life.